# بزرگ‌شده‌ها
بزرگ‌شده‌ها (به انگلیسی: Grown Ups) نام فیلم کمدی آمریکایی می‌باشد که در سال ۲۰۱۰ اکران شد.کارگردان این فیلم دنیس دوگان می‌باشد و آدام سندلر کمدین مشهور آمریکایی یکی از نویسندگان و تهیه‌کنندگان این فیلم می‌باشد.خودش هم در فیلم به ایفای نقش در این فیلم پرداخته است.توزیع‌کننده‌ی این فیلم کمپانی کلمبیا پیکچرز می‌باشد.

## داستان
داستان این فیلم در مورد ۵ دوست قدیمی‌است که در سال ۱۹۷۸ در یک تیم بسکتبال بوده‌اند و مربی آن‌ها «بازر» بوده‌است.آن‌ها به مربیگری این شخص در مسابقات بسکتبال قهرمان می‌شوند و هر کدام از او چیزهای زیادی یاد می‌گیرند و به دنبال زندگی خود می‌روند.سپس در سال ۲۰۱۰ با شنیدن خبر مرگ این مربی، این دوستان قدیمی برای مراسم تدفین دوباره گرد هم جمع می‌شوند و تصمیم می‌گیرند برای تعطیلات چهارم ژوئیه به استراحتگاه زیبایی در کنار دریاچه‌ای در نیوانگلند بروند و در این سفر اتفاقات جالبی می‌افتد.